# Denisa Allertová
Denisa Allertová (Praag, 7 maart 1993) is een tennisspeelster uit Tsjechië. Allertová begon op vierjarige leeftijd met tennis. Haar favoriete ondergrond is hardcourt. Zij speelt rechtshandig en heeft een tweehandige backhand.
In 2015 plaatste Allertová zich via het kwalificatietoernooi voor het vrouwenenkelspel van het Australian Open, waarmee zij haar grandslamdebuut speelde. Zij bereikte er de tweede ronde.
Op 3 augustus 2019 trad Allertová in het huwelijk met de Tsjechische tennisser Jan Šátral. Op 18 november 2019 ging zij spelen onder de naam Denisa Šátralová.

## Posities op deWTA-ranglijst
Positie per einde seizoen:
| jaar | rang enkelspel | rang dubbelspel |
| ---- | -------------- | --------------- |
| 2010 | 943            | –               |
| 2011 | 480            | 938             |
| 2012 | 635            | 620             |
| 2013 | 327            | 501             |
| 2014 | 110            | 553             |
| 2015 | 63             | 891             |
| 2016 | 95             | 304             |
| 2017 | 122            | 693             |
| 2018 | 160            | –               |

## Palmares
| Legenda                 |
| ----------------------- |
| Grandslamtoernooi       |
| Olympische Spelen       |
| Year-End Championships  |
| Premier Mandatory       |
| Premier Five / WTA 1000 |
| Premier / WTA 500       |
| International / WTA 250 |
| Challenger / WTA 125    |

### WTA-finaleplaatsen enkelspel
| nr.              | finale     | toernooi      | ondergrond | tegenstandster  | score    |         |
| ---------------- | ---------- | ------------- | ---------- | --------------- | -------- | ------- |
| gewonnen finales |            |               |            |                 |          |         |
| geen             |            |               |            |                 |          |         |
| verloren finales |            |               |            |                 |          |         |
| 1.               | 2015-09-26 | WTA Guangzhou | hardcourt  | Jelena Janković | 2-6, 0-6 | details |

## Resultaten grandslamtoernooien
| Legenda | Legenda                          |
| ------- | -------------------------------- |
| g.t.    | geen toernooi gehouden           |
| l.c.    | lagere categorie                 |
| –       | niet deelgenomen                 |
| G       | uitgeschakeld in de groepsfase   |
| 1R      | uitgeschakeld in de eerste ronde |
| 2R      | uitgeschakeld in de tweede ronde |
| 3R      | uitgeschakeld in de derde ronde  |
| 4R      | uitgeschakeld in de vierde ronde |
| KF      | uitgeschakeld in de kwartfinale  |
| HF      | uitgeschakeld in de halve finale |
| F       | de finale verloren               |
| W       | het toernooi gewonnen            |
| w-v     | winst/verlies-balans             |

### Enkelspel
| toernooi        | 2015 | 2016 | 2017 | 2018 |
| --------------- | ---- | ---- | ---- | ---- |
| Australian Open | 2R   | 3R   | 1R   | 4R   |
| Roland Garros   | 2R   | 1R   | –    | 1R   |
| Wimbledon       | 2R   | 2R   | 2R   | 1R   |
| US Open         | 2R   | 2R   | 2R   | –    |

### Vrouwendubbelspel
| toernooi        | 2015 | 2016 |
| --------------- | ---- | ---- |
| Australian Open | –    | 1R   |
| Roland Garros   | 1R   | –    |
| Wimbledon       | –    | 1R   |
| US Open         | 1R   | 1R   |